# Нове Брусно
Нове Брусно (пол. Nowe Brusno) — село в Польщі, у гміні Горинець-Здруй Любачівського повіту Підкарпатського воєводства.
Населення — 484 особи (2011).

## Географія
Село Нове Брусно розташоване у центральному Розточчі, зі сходу та півдня оточене лісами та невисокими пагорбами, у яких містяться багаті поклади пісковика. Тому й не дивно, що місцеві селяни з XV ст. славились своїм фахом - обробітком каменю, каменярством. Спочатку воно було суто для виробничих потреб - жорна для молотіння зерна,а пізніше стало справжнім художнім промислом. У селі протікає річка Бруснянка.

## Історія
Перша згадка про Волю Бруснянську (пізніше Нове Брусно) датується ще XVI століттям. Тоді поселення існує як невеликий присілок села Брусно. Із заснуванням у кінці XVIII століття між Волею і Брусном німецької колонії Дойчбах (тепер с.Полянка Горинецька) Старе та Нове Брусно отримали свої сучасні назви та почали самобутньо розвиватись як різні села.

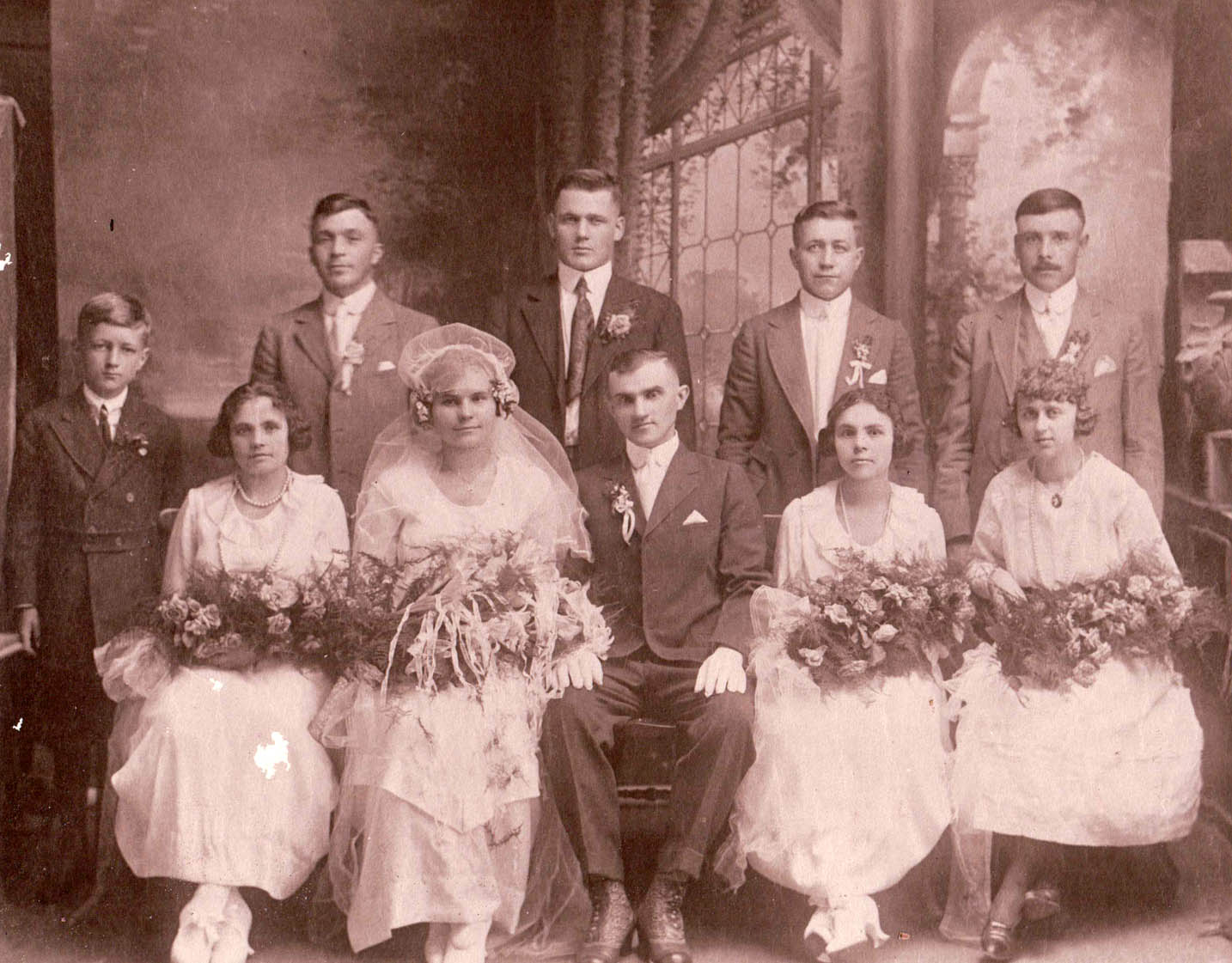
Весілля Анєлі Мотики (емігрантки з Нового Брусна) та Івана Зубера (зі с.Синява, гміна Грибів) в м.Ленсфорд (США, штат Пенсильванія). 25 липня 1920 р.

У бруснівських лісах досі збереглось багато давніх пам’яток. Так, наприклад, у 1901 році в одному з лісів знаходився надмогильний кам’яний хрест з нерозбірливим польським написом із вказаним 1654 (1664) роком. Також навколишні ліси багаті на джерела, часто на джерелах зустрічаються руїни давніх кам’яних каплиць.
Деякі пам’ятки увіковічнюють визначну подію, що сталася біля Брусна 7 жовтня 1672 року. Саме тоді гетьман і великий коронний маршал Ян Собєський звільнив із турецької неволі значну кількість людей та худоби. Перебування гетьмана в Брусні покрите легендами та давніми переказами. Кажуть, що в честь цього героїчного визволення у лісі біля було збудовано велику кам’яну каплицю. Можливо, це від неї зараз збереглись руїни у лісі між Новим Брусном та хуторем Молодовці. На одному із каменів зберігся рік - 1658.

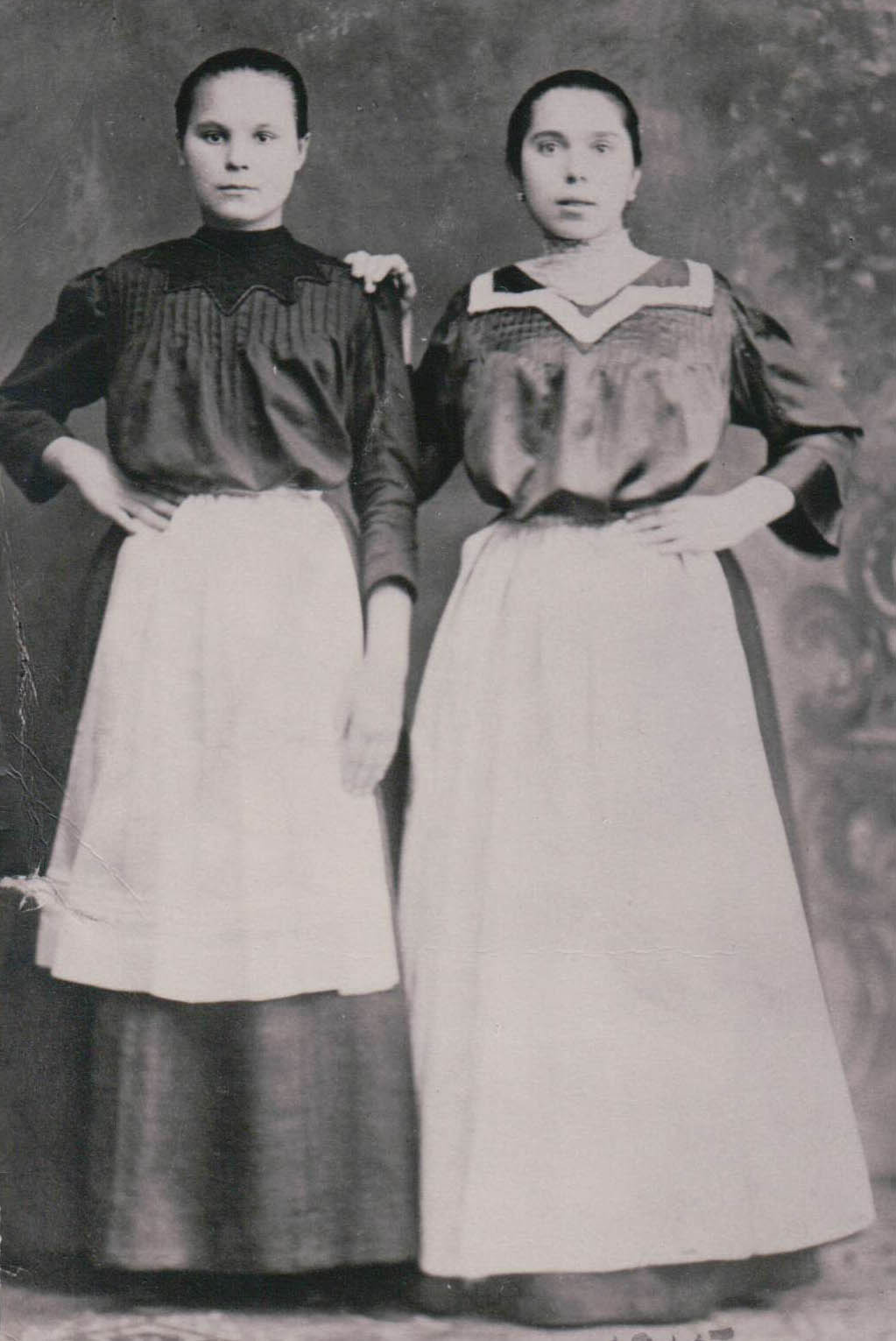
Сестри Анєля та Анна Мотика зі с.Нове Брусно у Нью-Джерсі (США). 1915 р.

Згодом біля Нового Брусна почали селитись люди у невеликі хутори - присілки. У 1888 році присілками Нового Брусна були: Молодівці, Салаші, Хмілі. (за даними Шематизму 1888 року)
Неподалік від Нового Брусна знаходиться військовий цвинтар I світової війни, на якому поховані російські та німецькі солдати. Біля цього цвинтаря знаходяться холеричні поховання початку XX століття.
Околиці села багаті на кам’яні фігури та хрести.
У 1975-1998 роках село належало до Перемишльського воєводства.

## II Світова війна
До 1943 року між українцями та поляками в Брусні не було незгоди та ворожнечі. Однією з перших жертв репресій став Стефан Кондро - син місцевого пароха, що жив у Новому Брусні.
У 2 половині квітня 1944 року сотня “Залізняка” провела бойову акцію на с. Рудка біля Нового Брусна.

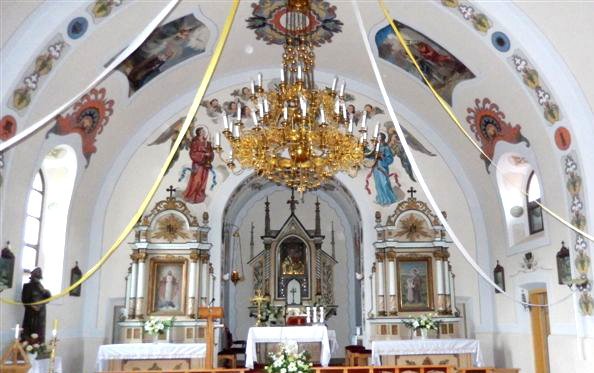
Інтер'єр костелу в Новому Брусні

28 січня 1945 року Військо Польське та міліція з Нового Брусна спалили частину присілка Салаші, місцевих мешканців ловили, били та допитували, вимагали здати “бандерівців”.
У той період присілок Салаші був повністю знищений та розграбований.
2 березня 1945 року штурмівки Війська польського з Нового Брусна та околиць здійснили збройний напад на с.Стара Гута та вбили 10 місцевих чоловіків.
27-28 березня 1945 року відбулася ліквідаційна атака міліцейського постерунку в Новому Брусні. Напад провела сотня “Месники-2” під командуванням “Бойка” (вбито близько 16 міліцянтів)

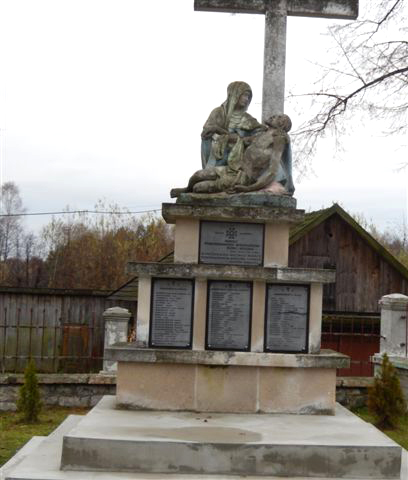
Пам'ятник загиблим у польсько-українських збройних конфліктах полякам з Брусна та Рудки біля костелу в Новому Брусні

11 квітня 1945 року в лісі біля Нового Брусна відбувся оборонний бій УПА-Захід з спецвідділом НКВС (вбито 10 НКВСівців, поранено - 2, загинули 2 і поранений 1 воїн УПА).
Травень 1945 року - “Месники-2” просели масштабний бій в лісі біля Брусна
20 вересня 1945 р. - відділи УПА підірвали мости на шосе Чесанів - Брусно та Горинець - Брусно. Того ж дня польське військо спалило у Новому Брусні 23 українські будинки, а в Старому Брусні - 64.
4 грудня 1945 року — бій сотні “Месники-2” з спецвідділами НКВС та «стрибками», які прибули з території СРСР, на відрізку Брусно-Верхрата. Того ж дня підвідділ УПА з сотні "Дуди"  здійснив засідку та напад на відділ польського війська (60 ос.) на шляху Брусно Старе-Верхрата. Як наслідок вбито 15 і ранено 17 вояків.
28 березня 1946 року  повстанці знову здійснили напад на станицю МО в Новому Брусні і без власних утрат знищили 11 міліціонерів.

## Виселення українців
Після 1947 року у Новому Брусні залишилися лише кілька мішаних українсько-польських сімей та польські. Частина українців виселені в УРСР у 1944-1946 році, інші - в північно-західні терени Польської Народної Республіки у 1947 році під час так званої операції “Вісла”.

## Культура, освіта
У Шематизмі Перемишльської єпархії греко-католицької церкви вказано, що станом на 1930 рік у Новому Брусні є 2-класова школа з польською мовою навчання.
Відомо, що в 1930 році у Новому Брусні була читальня товариства “Просвіта”, яку, ймовірно, заснував місцевий священик.
У 1930 році в Новому Брусні було поштове відділення, пізніше і міліцейський осередок - постерунок.

## Церква
У Новому Брусні збереглась дерев’яна церква Св.Параскеви, яка датується 1676 роком ( за іншими даними 1713 р.).
Відомо,що з 1900 року (а, ймовірно, і давніше) плебанія (будинок священика) знаходилась у Новому Брусні, хоч парафіяльною була церква у Старому.
Церква св.Параскеви завжди була філіальною, парафія знаходилась у Брусні Старому, де була парафіяльна церква, збудована також на честь св. Параскеви.
Церква зрубна, тридільна, з бабинцем, у якому у певний період розміщувалась каплиця св.Миколая зі зовнішньою арковою галереєю. Найбільшої перебудови церква зазнала у 1903 році. Детальніше про церкву у статті Українська церква в с.Нове Брусно.
Чисельність греко-католиків у Брусні Новому (за даними Шематизмів Перемишльської єпархії):
1888 р. - 388 ос.
1900 р. - 430 ос.
1918 р. - 634 ос.
1930 р. - 446 ос. (Дойчбах - 32 ос.)
1932 р. - 395 ос. (Дойчбах - 37 ос.)
1939 р. - 510 ос (Дойчбах - 40 ос.)
До 1930 року церква належала до Любачівського деканату Перемишльської єпархії, проте внаслідок виокремлення Чесанівського деканату увійшла до його складу.
У 1918 році в бруснівських церквах служив о.Михайло Посікіра. Останнім парохом в Брусні Старому та Новому був о.Стефан Кондро (1891 р.н.), а патроном Максиміміян Ліптай зі Львова.
Після остаточного виселення українців зі села у 1947 році під час акції “Вісла” на північно-західні терени Польської Народної Республіки церква стояла пусткою та зазнавала сильних руйнувань. Весь час вона знаходилась у власності держави, інтер’єр церкви повністю знижений та пограбований. 

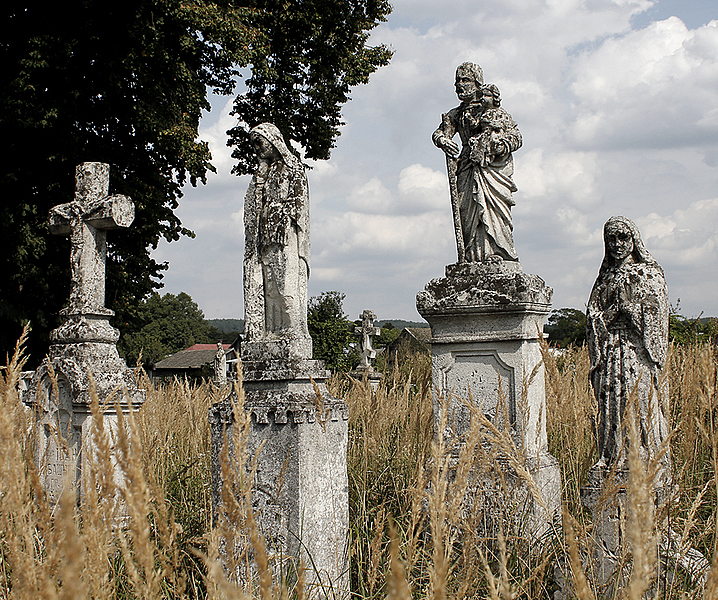
Греко-католицький цвинтар в Новому Брусні

Біля церкви зберігся невеликий греко-католицький цвинтар з невеликою кількістю протестантських поховань жителів з сусідньої німецької колонії Дойчбах. Усі пам’ятники є роботами бруснівських майстрів та вражають своєю красою.

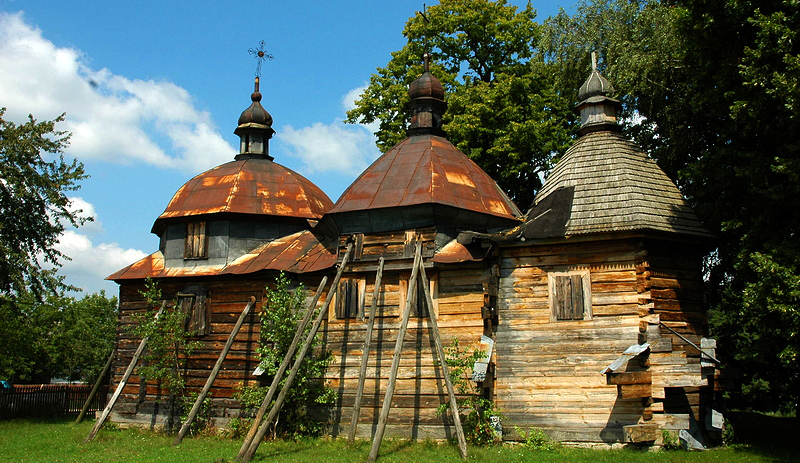
Церква в Новому Брусні до реставрації (2013 р.)
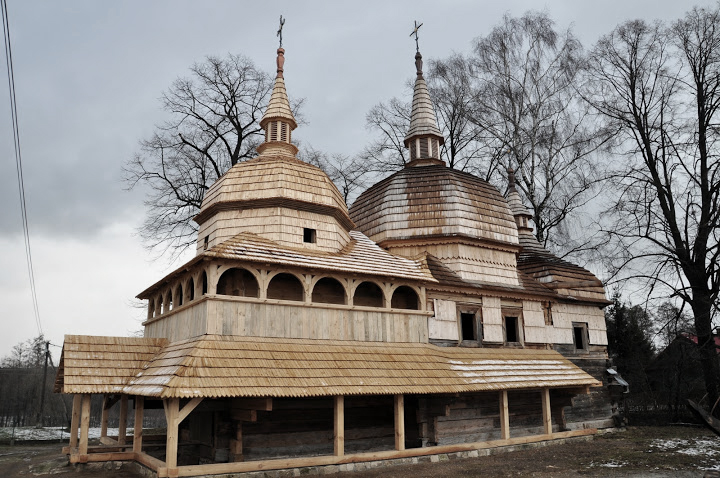
Сучасний вигляд церкви св.Параскеви у Новому Брусні
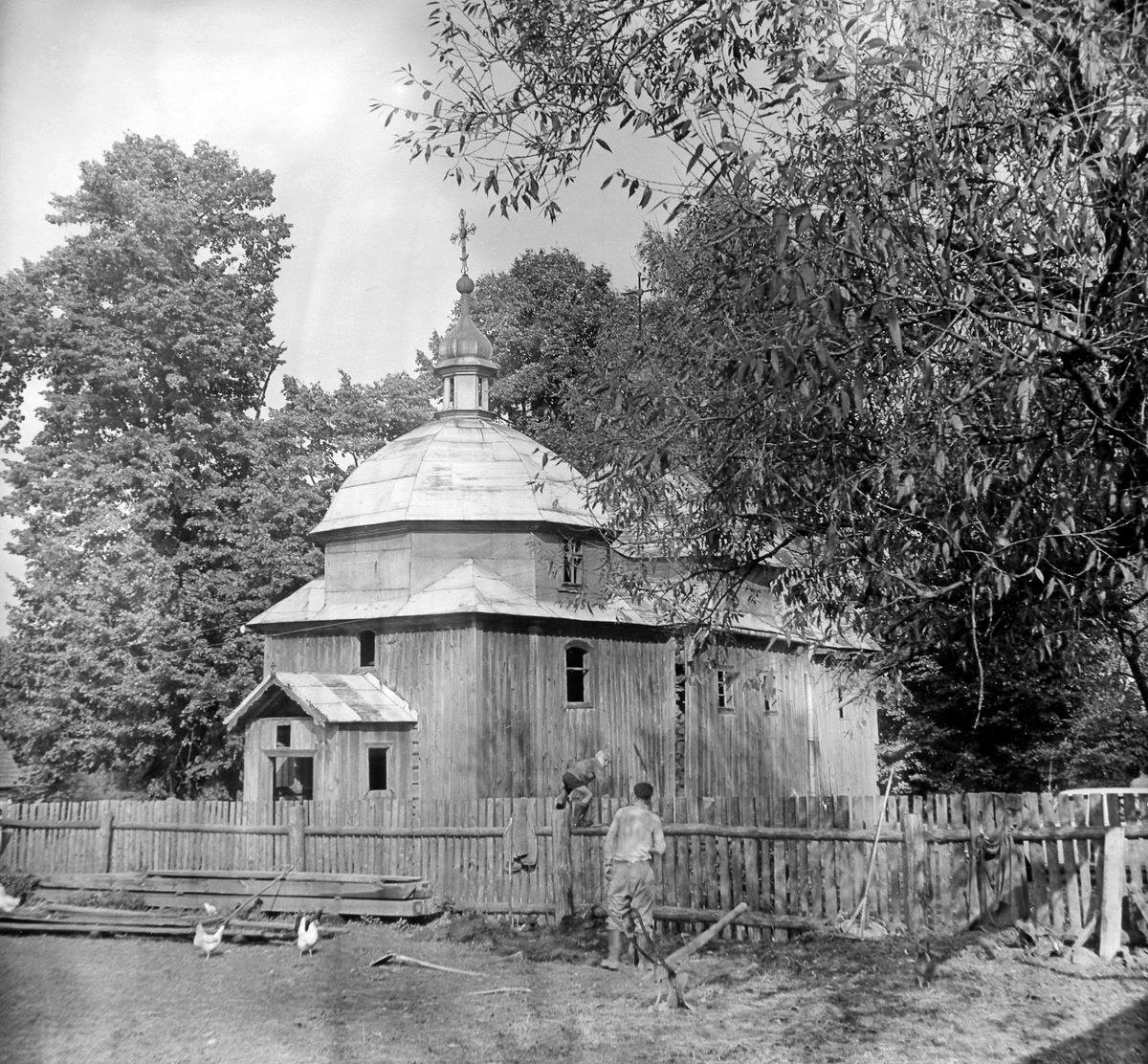
Церква в Новому Брусні. Фото 1972 року з особистого архіву Марійки Галабурди

У 1980 церкві загрожувало повне знищення. 1990 року стіни підперто дерев'яними підпорами для зміцнення та захисту від худоби. В 1994 році розпочато невеликий та неуспішний ремонт. В 2014 році храм перейшов у власність Любачівського Музею Кресів. У 2014-2016 роках відбулась реконструкція святині.
У 2016 році в польських ЗМІ з’явилася новина про те, що у Новому Брусні зовсім скоро навколо церкви постане міні-скансен - музей народної архітектури та побуту, у якому будуть представлені, окрім церкви св.Параскеви, ще дерев’яна дзвіниця та хата,перенесені зі сусідніх сіл та відреставровані.

## Костел

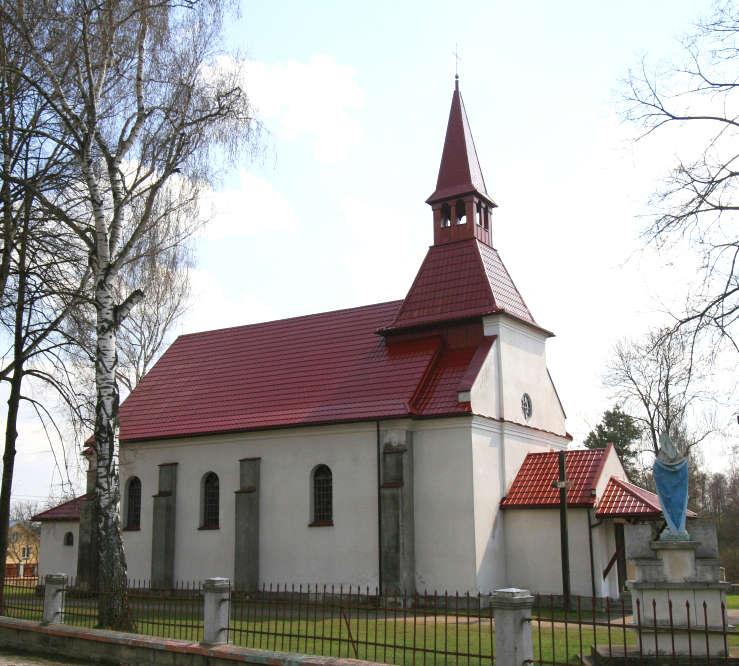
Костел у Новому Брусні (2014 р.)

У кінці XIX століття в Новому Брусні було 407 римо-католиків. Їх кількість постійно зростала і вже 1939 року становила - 750 осіб.
Костел Найсвятішої Марії Діви збудований у 1906-1908, біля нього знаходиться давній та досі діючий римо-католицький цвинтар.
У 1945 році до костелу перевезено чудотворну ікону Матері Божої з м. Буськ. Також, ймовірно, у костелі знаходяться світильник та скульптури апостолів Петра і Павла зі зруйнованої церкви у Старому Брусні.

## Демографія
У 1939 р. у селі проживало 1 310 мешканців: 500 українців, 750 поляків (у мішаних родинах деякі вживали української мови), 50 євреїв, 10 німців і осіб інших національностей.
Демографічна структура станом на 31 березня 2011 року:
|          | Загалом | Допрацездатний вік | Працездатний вік | Постпрацездатний вік |
| -------- | ------- | ------------------ | ---------------- | -------------------- |
| Чоловіки | 242     | 48                 | 144              | 50                   |
| Жінки    | 242     | 43                 | 117              | 82                   |
| Разом    | 484     | 91                 | 261              | 132                  |